# Lena (Illinois)
Lena is een plaats (village) in de Amerikaanse staat Illinois, en valt bestuurlijk gezien onder Stephenson County.

## Demografie
Bij de volkstelling in 2000 werd het aantal inwoners vastgesteld op 2887. In 2006 is het aantal inwoners door het United States Census Bureau geschat op 2827, een daling van 60 (-2,1%).

## Geografie
Volgens het United States Census Bureau beslaat de plaats een oppervlakte van 5,5 km², geheel bestaande uit land. Lena ligt op ongeveer 289 m boven zeeniveau.

## Plaatsen in de nabije omgeving
De onderstaande figuur toont nabijgelegen plaatsen in een straal van 16 km rond Lena.